# Soledad (album)
Soledad – album 4ART music nagrany w Sali koncertowej Filharmonii Pomorskiej w czerwcu 2004 r.
Wykonawcy:
- Krzysztof Meisinger – gitara
- Anna Pietrzak – gitara(6)
- Capella Bydgostiensis
- Bernard Chmielarz – dyrygent

## Lista utworów
- 1. "Tango en Skai" na gitarę i orkiestrę smyczkową 2'39 – Roland Dyens
- 2. "Bess, You Is My Woman" na gitarę i orkiestrę smyczkową 3'16 – George Gershwin
- 3. "It Ain't Necessarily So" na gitarę i orkiestrę smyczkową 2'19 – George Gershwin
- 4. "Summertime" na gitarę i orkiestrę smyczkową 3'36 – George Gershwin
- 5. "I Feel Pretty", "Maria", "America" na gitarę i orkiestrę smyczkową 5'07 – Leonard Bernstein
- 6. "Cancao" na dwie gitary 3'49 – Sergio Assad
- 7. "Alevare" na gitarę i orkiestrę smyczkową 3'03 – Astor Piazzolla
- 8. "Milonga del Angel" na gitarę i orkiestrę smyczkową 6'56 – Astor Piazzolla
- 9. "Libertango" na gitarę i orkiestrę smyczkową 6'13 – Astor Piazzolla
- 10. "Soledad" na gitarę i orkiestrę smyczkową 7'56 – Astor Piazzolla
- 11. "Concierto para Quinteto" na gitarę i orkiestrę smyczkową 10'31 – Astor Piazzolla